# پانائتیوس
پانائتیوس رودسی (‎/pəˈniːʃiəs/‎; زبان یونانی: Παναίτιος) فیلسوف رواقی اهل روم بود که در حدود ۱۸۰ ق م زاده شد و در ۱۱۰–۱۰۹ درگذشت. وی در روم و در خارج از روم، مخصوصاً در اردوی اسکیپیو آفریکانوس برآمد، یک چند با پولیبیوس در روم می‌زیست و در اشاعهٴ فلسفهٴ رواقی در میان رومیان تأثیر اساسی داشت.
پانائتیوس لزوم قرار دادن طبیعیات - یعنی معارف مثبت - را برمبنای فلسفه تأکید می‌کرد و تنجیم و غیب‌گویی را مردود می‌شمرد. گزیده‌ای از رسالهٴ او دربارهٴ وظیفهٴ خارجی در وظیفه‌های سیسرون نقل شده است، ممکن است سیسرون نوشته‌های دیگر پانائتیوس را هم به همین طریق مورد استفاده قرار داده باشد.